# Leon Powe
Leon Powe jr. (Oakland, 22 gennaio 1984) è un ex cestista statunitense, professionista nella NBA.

## Carriera

### High school e college
Dopo aver giocato, con eccellenti risultati, alla high school di Oakland, Powe si iscrisse alla University of California, Berkeley. Disputò il torneo NCAA dal 2003 al 2006 nei Golden Bears, con i quali, nonostante un infortunio gli abbia fatto saltare la stagione da sophomore (2º anno), mise insieme cifre impressionanti, da oltre 20 punti e 10 rimbalzi per partita.

### NBA
Nel 2006 Powe si dichiarò eleggibile per il Draft NBA, venendo scelto solo al secondo giro di chiamate (49ª complessiva) dai Denver Nuggets, che subito lo girarono ai Boston Celtics. Nell'anno da rookie, nonostante una squadra da sole 24 vittorie ed un roster piuttosto povero, Leon trovò pochissimo spazio.
Nel 2007-08, dopo le trade estive di Ray Allen e Kevin Garnett, Powe riuscì a conquistare un posto importante nella panchina dei Celtics, raddoppiando le sue medie realizzative (7,9 punti a partita) e riempiendo il campo con grinta e difesa. Nelle finali NBA diventò inoltre protagonista della seconda partita della serie, che Boston riuscì a vincere grazie ad una sua inaspettata e fondamentale prestazione da 21 punti. In gara-5 giocò da centro titolare, causa l'infortunio di Kendrick Perkins, ed in gara-6 festeggiò con i suoi compagni la conquista del titolo NBA da parte dei Celtics.
L'anno successivo si infortunò gravemente al ginocchio sinistro in gara-2 di play-off contro i Chicago Bulls, dovendosi fermare per il resto della post season. Il giocatore ha riportato la rottura del legamento crociato anteriore e del menisco, ed è stato operato con successo in data 5 maggio 2009. Nell'estate 2009, da free agent, firma un contratto con i Cleveland Cavaliers.

## Statistiche

### College
| Anno      | Squadra         | PG | PT | MP   | TC%  | 3P%  | TL%  | RP   | AP  | PRP | SP  | PP   |
| --------- | --------------- | -- | -- | ---- | ---- | ---- | ---- | ---- | --- | --- | --- | ---- |
| 2003-2004 | Calif. G. Bears | 27 | 26 | 29,8 | 48,8 | 0,0  | 61,0 | 9,5  | 0,7 | 0,7 | 0,6 | 15,1 |
| 2005-2006 | Calif. G. Bears | 27 | 27 | 35,3 | 49,6 | 33,3 | 71,9 | 10,1 | 1,4 | 0,9 | 0,6 | 20,5 |
| Carriera  | Carriera        | 54 | 53 | 32,5 | 49,2 | 30,0 | 67,2 | 9,8  | 1,1 | 0,8 | 0,6 | 17,8 |

### NBA

#### Regular Season
| Anno       | Squadra             | PG  | PT | MP   | TC%  | 3P% | TL%  | RP  | AP  | PRP | SP  | PP  |
| ---------- | ------------------- | --- | -- | ---- | ---- | --- | ---- | --- | --- | --- | --- | --- |
| 2006-2007  | Boston Celtics      | 63  | 2  | 11,4 | 44,6 | 0,0 | 73,6 | 3,4 | 0,2 | 0,2 | 0,3 | 4,2 |
| 2007-2008† | Boston Celtics      | 56  | 5  | 14,4 | 57,2 | 0,0 | 71,0 | 4,1 | 0,3 | 0,3 | 0,3 | 7,9 |
| 2008-2009  | Boston Celtics      | 70  | 7  | 17,5 | 52,4 | -   | 68,9 | 4,9 | 0,7 | 0,3 | 0,5 | 7,7 |
| 2009-2010  | Cleveland Cavaliers | 20  | 2  | 11,8 | 42,9 | -   | 58,7 | 3,1 | 0,0 | 0,3 | 0,1 | 4,0 |
| 2010-2011  | Cleveland Cavaliers | 14  | 3  | 13,4 | 49,2 | -   | 46,2 | 2,7 | 0,1 | 0,5 | 0,2 | 5,0 |
| 2010-2011  | Memphis Grizzlies   | 16  | 0  | 8,8  | 50,0 | 0,0 | 60,9 | 1,6 | 0,3 | 0,2 | 0,1 | 5,5 |
| Carriera   | Carriera            | 239 | 19 | 13,9 | 51,5 | 0,0 | 68,2 | 3,8 | 0,3 | 0,3 | 0,3 | 6,2 |

#### Playoffs
| Anno     | Squadra             | PG | PT | MP   | TC%  | 3P% | TL%  | RP  | AP  | PRP | SP  | PP  |
| -------- | ------------------- | -- | -- | ---- | ---- | --- | ---- | --- | --- | --- | --- | --- |
| 2008†    | Boston Celtics      | 23 | 1  | 11,7 | 49,3 | -   | 66,7 | 2,7 | 0,2 | 0,0 | 0,1 | 5,0 |
| 2009     | Boston Celtics      | 2  | 0  | 12,0 | 42,9 | -   | 66,7 | 4,5 | 0,0 | 0,0 | 0,0 | 5,0 |
| 2010     | Cleveland Cavaliers | 3  | 0  | 3,0  | 25,0 | -   | 75,0 | 0,7 | 0,0 | 0,0 | 0,0 | 1,7 |
| 2011     | Memphis Grizzlies   | 4  | 0  | 3,5  | 25,0 | -   | 75,0 | 1,0 | 0,0 | 0,0 | 0,0 | 1,8 |
| Carriera | Carriera            | 32 | 1  | 9,9  | 45,7 | -   | 67,5 | 2,4 | 0,1 | 0,0 | 0,1 | 4,3 |

## Palmarès
- McDonald's All-American Game (2003)
- NCAA AP All-America Second Team (2006)
- Campionato NBA: 1

Boston Celtics: 2008